# The Quest of Life
The Quest of Life er en amerikansk stumfilm fra 1916 af Ashley Miller.

## Medvirkende
- Florence Walton som Ellen Young.
- Julian L'Estrange som Alec Mapleton.
- Royal Byron som Percy.
- Daniel Burke som Baronti.
- Russell Bassett.